# 运输安全管理局
运输安全管理局（英語：Transportation Security Administration）是美国国土安全部下属的一个机构，负责美国境内公共交通的安全事宜，机构于九一一袭击事件后随国土安全部一同建立。

## 历史与法案
美国运输安全管理局的设立是航空和运输安全法案的一部分。该法案由美国众议院的唐·揚和参议院Ernest Hollings发起，于第107届美国国会通过，并由总统乔治·沃克·布什于2001年11月19日签署成为法律。运输安全管理局原本归属美國運輸部，但2003年3月9日转属美國國土安全部。

## 管理和组织架构

归属美國運輸部时的标识

### 新总部
2017年8月，联邦总务署宣布将在Springfield, Virginia建立新总部。新建总部面积达625,000平方英尺，靠近法蘭克尼亞－春田站，预计15年的租赁费用为3.16亿美元。设施预计将于2020年中期开放。

### 徽章
2018年9月11日，TSA采用了代表其核心价值观和创始原则的新旗帜。 该设计以白色、图形化的白頭海鵰为特色，位于红色和白色环的中央，与蓝色区域相映成趣，其动态羽毛的翅膀伸展成一个姿势，表示保护、警惕和承诺。 鹰的翅膀突破了红色和白色的遏制环，表明行动自由。从鹰的顶部发出九颗星和11条光线代表9月11日。还有代表交通方式的陆地（道路）和海洋的图案。 

### 领导层

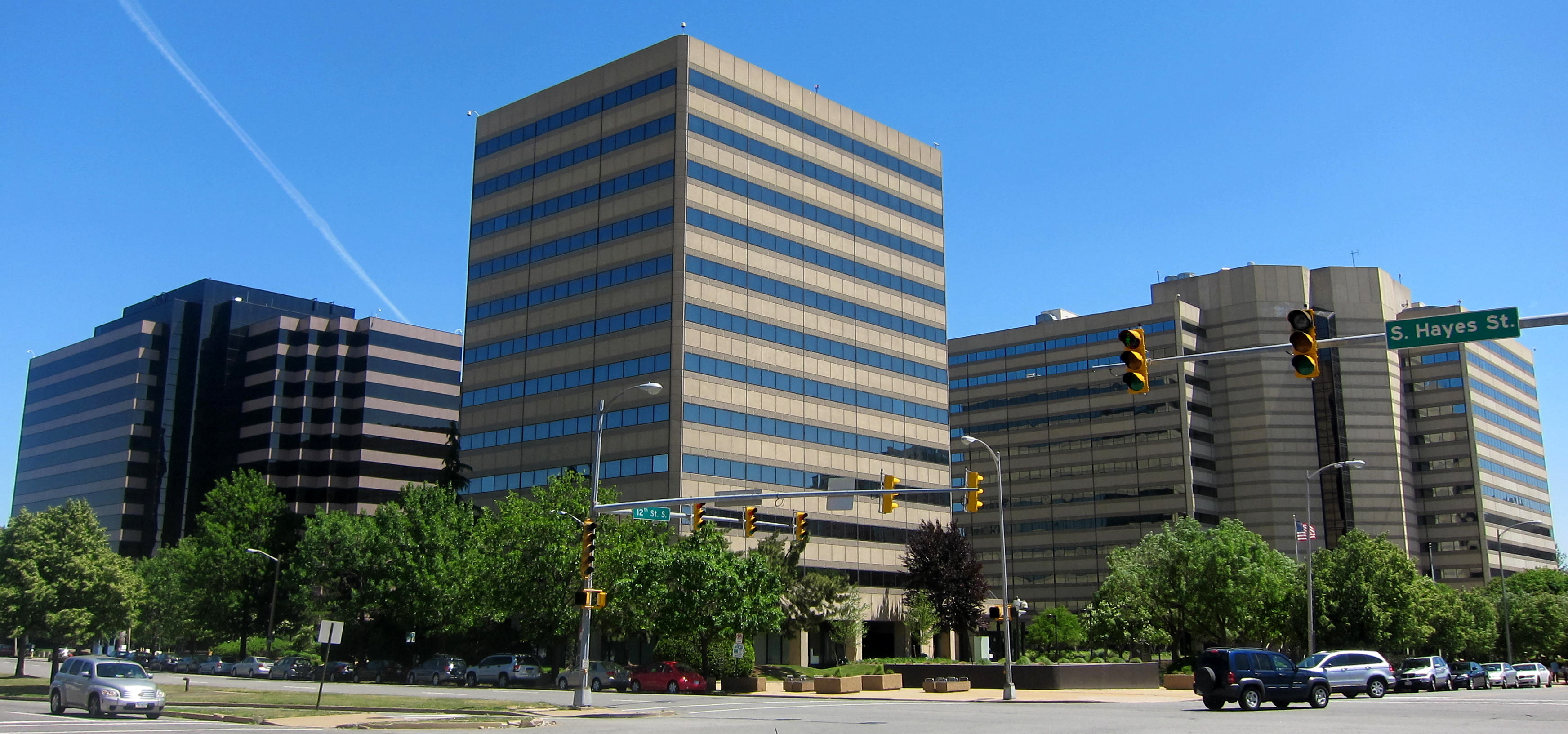
2020年前位于弗吉尼亚州阿灵顿县五角城的前TSA总部

在TSA按航空和运输安全法在美國運輸部中成立时，该机构的管理职位被称为负责交通安全的副部长（Under Secretary of Transportation for Security）。TSA转署美國國土安全部后，该职位重新归类为运输安全管理局局长（Administrator of the Transportation Security Administration）。该职位也被称为国土安全部分管交通运输安全管理局的助理部长（Assistant Secretary of Homeland Security for the Transportation Security Administration）。
在TSA 15年的历史中，共有七名局长和六名代理局长。
| # | 照片 | 姓名               | 任期           | 备注                                                                                          |
| - | ---- | ------------------ | -------------- | --------------------------------------------------------------------------------------------- |
| 1 |      | John Magaw         | 2002.1–2002.7  | 交通安全部副部长                                                                              |
| 2 |      | James Loy          | 2002.7–2003.12 | 交通安全部副部长，直至过渡到国土安全部                                                        |
| 3 |      | David M. Stone     | 2003.12–2005.6 | 代理，直到2004年7月由参议院确认                                                               |
| – |      | Kenneth Kasprisin  | 2005.6–2005.7  | 代理                                                                                          |
| 4 |      | Kip Hawley         | 2005.7–2009.1  |                                                                                               |
| – |      | Gale Rossides      | 2009.1–2010.6  | 代理                                                                                          |
| 5 |      | John S. Pistole    | 2010.6–2014.12 |                                                                                               |
| – |      | Melvin J. Carraway | 2015.1–2015.6  | 代理，因国土安全局暗访团队测试显示TSA检查站失效而被重新分配到國土安全部国家和地区执法办公室。 |
| – |      | Mark Hatfield Jr.  | 2015.6         | 代理                                                                                          |
| – |      | Francis X. Taylor  | 2015.6–2015.7  | 代理，兼任国土安全局情报分析局副局长                                                          |
| 6 |      | Peter V. Neffenger | 2015.7–2017.1  |                                                                                               |
| – |      | Huban A. Gowadia   | 2017.1–2017.8  | 代理                                                                                          |
| 7 |      | David Pekoske      | 2017.8–2025.1  |                                                                                               |
| – |      | Melanie Harvey     | 2025.1–        | 安全運行執行助理局長代理                                                                      |

### 组织结构
- 局长（Administrator）
  - 副局长（Deputy Administrator）
    - 绩效与企业风险办公室（Office of Performance and Enterprise Risk）
    - 首席律师办公室（Office of Chief Counsel）
    - 公民权利和自由、监察员和旅行者参与办公室（Office of Civil Rights and Liberties, Ombudsman and Traveler Engagement）
    - 财务和行政办公室Office of Finance and Administration）

  - 办公室主管（Chief of Staff）
    - 法律事务办公室（Office of Legislative Affairs）
    - 战略传播和公共事务办公室（Office of Strategic Communications and Public Affairs）

  - 运营主管（Chief of Operations）
    - 全球战略办公室（Office of Global Strategies）
    - 情报与分析办公室（Office of Intelligence and Analysis）
    - 执法办公室（Office of Law Enforcement） / 联邦航空警察勤务部（英语：Federal Air Marshal Service）
    - 要求和能力分析办公室（Office of Requirements and Capabilities Analysis）
    - 安全运行办公室（Office of Security Operations）
    - 安全政策和行业参与办公室（Office of Security Policy and Industry Engagement）

  - 任务支持主管（Chief of Mission Support）
    - 收购计划管理办公室（Office of Acquisition Program Manangement）
    - 合同与采购办公室（Office of Contracting and Procurement）
    - 人力资本办公室（Office of Human Capital）
    - 信息技术办公室（Office of Information Technology）
    - 检查办公室（Office of Inspection）
    - 职业责任办公室（Office of Professional Responsibility）
    - 培训与发展办公室（Office of Training and Development）[12]

## 执法

### 机场安检
美国运输安全管理局是为应对九一一袭击事件而建立。首任管理者John Magaw由布什总统于2001年12月10日提名，并于接下来的一月份由参议院确认。该机构的支持者（包括运输部长诺曼·峰田）认为，一个联邦机构能更好地保护航空旅行，优于那些根据合同经营单一航空公司或使用特定终端设施的航空公司集团的私营公司。
在该机构成立之前，空旅安全由私营安保公司负责。
该机构负责制定保护美国运输安全的政策，尤其是机场安全和预防劫机。
TSA筛查员（安检员）是一例短期内完成大规模人员配置项目的案例。美国历史上唯一一次接近它的行动是第二次世界大战中对武装部队新兵的测试。2002年2月至12月期间，共计为170万名申请者评估55,000个职位。
TSA与州、地方和区域合作伙伴一同负责监督公路、铁路、公共汽车、公共交通系统、管道和港口的安全。不过，TSA的大部分努力都在航空安全方面。TSA负责在超过450个美国机场对乘客和行李进行安检。
私营安检并未随着TSA的出现而消失，航空公司可以选择不采用政府的筛查安检，而雇佣私营公司完成这项工作。此类公司必须按筛查合作伙伴计划（SPP）获得TSA批准，并遵循TSA程序。美国拥有私营检查站的机场有舊金山國際機場、堪萨斯城国际机场、大罗切斯特国际机场、图珀洛区域机场、基韦斯特国际机场、查尔斯·舒尔茨- 索诺玛县机场和杰克逊霍尔机场。

### 雇员
TSA员工包括：
- 运输安全官：TSA雇佣了大约4.7万名运输安全官员（Transportation Security Officer，简称TSO），这也通常被称为筛检员（screener）或agents。这些人员负责筛查人员和财物，以及控制机场的出入境点。他们也监视着检查站前方和后方的多个区域。[19][20]运输安全官不携带武器，不被允许使用武力，并且也没有权利进行逮捕。[21]

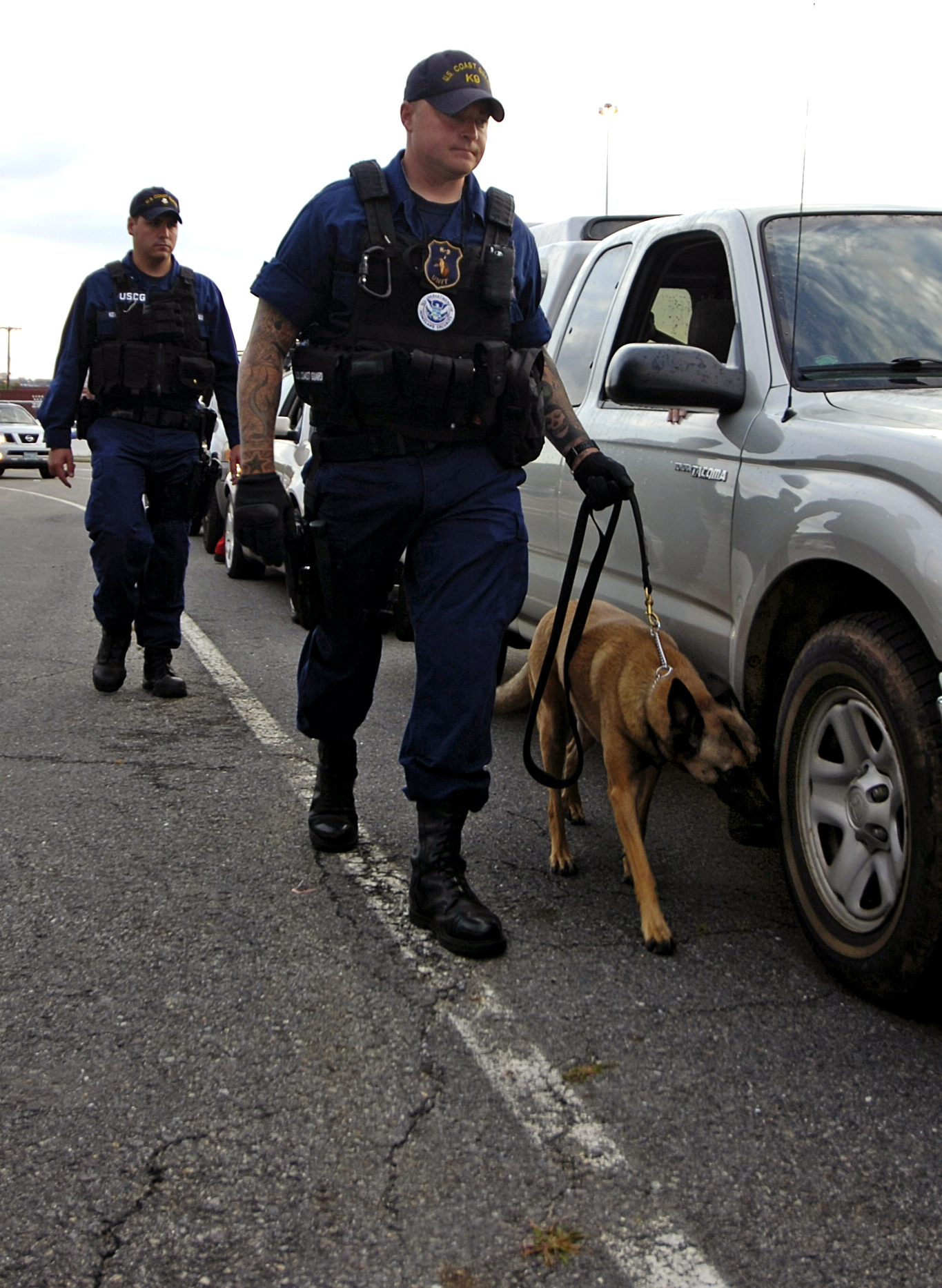
VIPR团队工作车等待在缅因州波特兰登上渡轮

运输安全官（TSO）为航空旅客、机场和飞机提供安全和保护，这包括：
- 使用各种筛检设备和技术识别行李、货物和乘客中的危险物品，并防止这些物品被运上飞机。
- 执行搜索和筛检，其中可能包括与乘客的物理互动（例如拍打搜检、搜索财物等），进行行李搜索以及举起/搬运手提袋、行李箱垃圾箱以及最重达70磅财务。
- 控制末端入口和出口。
- 与公众互动，指导和回应询问。
- Maintaining focus and awareness while working in a stressful environment which includes noise from alarms, machinery and people, crowd distractions, time pressure, and disruptive and angry passengers, in order to preserve the professional ability to identify and locate potentially life threatening or mass destruction devices, and to make effective decisions in both crisis and routine situations.
- Engaging in continuous development of critical thinking skills, necessary to mitigate actual and potential security threats, by identifying, evaluating, and applying appropriate situational options and approaches.  This may include application of risk-based security screening protocols that vary based on program requirements.
- Retaining and implementing knowledge of all applicable Standard Operating Procedures, demonstrating responsible and dependable behavior, and is open to change and adapts to new information or unexpected obstacles.
  - 就职要求
    - 递交申请时为美国公民或美国国民
    - 递交申请时年满18周岁
    - 通过药物筛选和医学评估
    - 通过背景调查，包括信用和刑事检查
    - 不得有7,500美元或更多的违约债务 (but for some bankruptcies)
    - Selective Service registration required

截至2014年9月，运输安全官起薪为每年25,773到38,660美元，不包括地区补贴（48个州）或夏威夷和阿拉斯加的生活费津贴。少数机场也有高达35%的保留奖金。这超过了私营安检员的薪金。

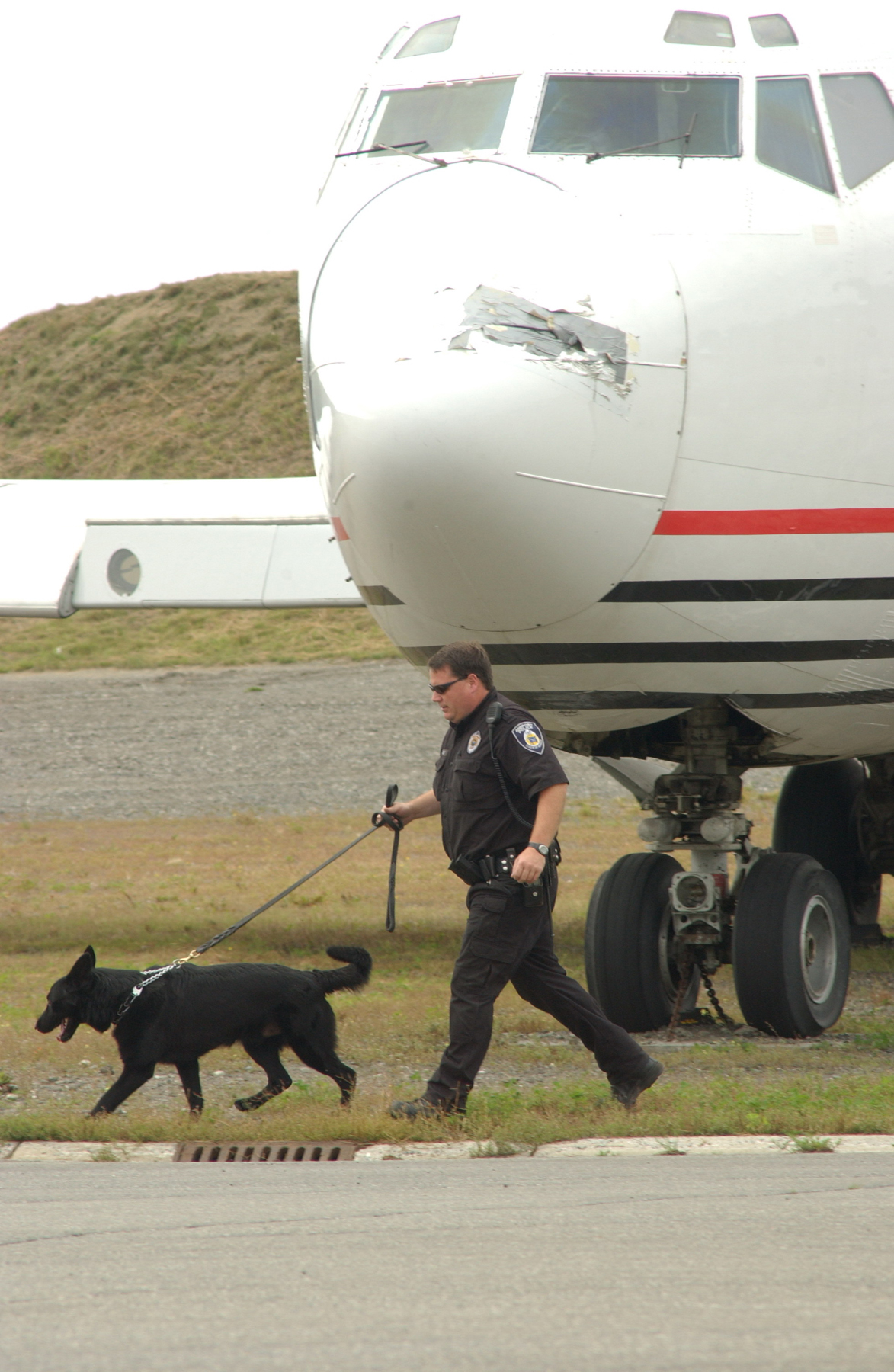
TSA安全搜查

- 行为检测官：2003年，TSA实施了观察技术筛检乘客（英语：Screening of Passengers by Observation Technique）（SPOT），并于2007年扩展到美国各地。在这个计划中，身为运输安全官的行为检测官（BDO）在乘客经过安检点（英语：security checkpoint）时观察乘客，寻找可能存在较高风险的行为，使这些旅客接受额外的检查。[26]

这个方案引起了人们对种族分析的担忧和指责。而据TSA称，SPOT安检官员接受的培训是只观察行为，而不是一个人的外表、种族、民族或宗教。
该TSA方案在2013年受到了联邦政府政府问责局的审查，因为没有证据表明它的有效性，所以建议是其削减资金。JASON科学咨询小组也表示，“没有科学证据支持未来行为的发现或推断，包括意图。”
- 联邦航空警察：美國聯邦空中法警 is the law enforcement arm of the TSA. FAMs are federal law enforcement officers（英语：law enforcement officers） who work 臥底 to protect the air travel system from hostile acts. As a part of the Federal Air Marshal Service, FAMs do carry weapons.[32]

The FAM role, then called "sky marshalls", originated in 1961 with U.S. Customs Service (now 美國海關及邊境保衛局) following the first US hijacking.It became part of the TSA following the creation of the TSA following the September 11 attacks,was transferred to the 美国移民及海关执法局 in 2003, and back to the TSA in fiscal 2006.
- Federal Flight Deck Officer（英语：Federal Flight Deck Officer） (FFDOs) are the airline pilots working for the U.S. airlines, who are deputized as federal law enforcement officers（英语：law enforcement officers） (FLEOs) to carry out the law enforcement duties within their specific jurisdictions (flight deck) and only from the time their aircraft doors are closed and until they are opened. FFDOs have the power to arrest, apply force (only within their jurisdiction) and are required to carry a federally issued firearm. Only active airline pilots are eligible for the FFDO program, which is available for a limited enrollment on a volunteer basis. FFDO's are trained by the 美國聯邦空中法警 and deputized by the 美國國土安全部. Their primary goal is to work with (or without) the FAM team to defend the flight deck from hijacking or any other terrorist threats to their aircraft.
- Transportation Security Inspectors (TSIs): They inspect, and investigate passenger and cargo transportation systems to see how secure they are. TSA employs roughly 1,000 aviation inspectors, 450 cargo inspectors,[34]and 100 surface inspectors.[18]

- 国家爆炸物检测犬团队项目（英语：National Explosives Detection Canine Team Program）：These trainers prepare dogs and handlers to serve as mobile teams that can quickly find dangerous materials. 截至June 2008年, the TSA had trained about 430 canine teams, with 370 deployed to airports and 56 deployed to mass transit systems.[35]
- 可视化联合预防和响应（英语：Visible Intermodal Prevention and Response）（VIPR）团队：VIPR teams started in 2005 and involved Federal Air Marshals（英语：Federal Air Marshals） and other TSA crew working outside of the airport environment, at train stations, ports, truck weigh stations, special events, and other places. There has been some controversy and congressional criticism for problems such as the July 3, 2007 holiday screenings. In 2011, 美鐵 police chief John O'Connor  moved to temporarily ban VIPR teams from Amtrak property. As of 2011, VIPR team operations were being conducted at a rate of 8,000 per year.[36]

### 制服
2008年，TSA官员开始穿着蓝灰色65/35聚酯/棉混纺衬衫、黑色裤子、黑色腰带的新制服，其中也有可选的短袖衬衫和黑色背心（出于季节性原因）。巴尔的摩/华盛顿瑟古德·马歇尔国际机场是引入新制服的首个机场。从2008年9月11日开始，所有TSA职员开始穿着新制服。每个肩章上的一个条带表示一名TSA官员（TSO），两个条带表示Lead TSO，三个条带表示Supervisory TSO。
因TSA官员佩戴的徽章与警察携带的徽章相似，导致了后者遭到投诉。

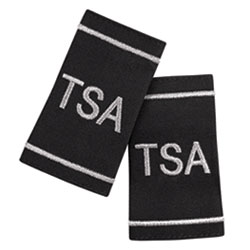
运输安全官员（TSO）肩章

### 2013年洛杉矶机场枪击案
2013年11月1日（星期五），39岁的TSA官员Gerardo I. Hernandez在洛杉矶国际机场被一名枪手枪杀。执法人员将嫌疑人确定为23岁的保罗·安东尼·希恩西亚（Paul Anthony Ciancia），他在被拘捕前被执法人员射伤。希恩西亚身着迷彩服，手持一个手写便笺，说他“想杀死TSA和猪”。埃尔南德斯（Hernandez）是第一位在工作中遇害的TSA官员。

### 2015年新奥尔良机场遭袭案
2015年3月21日，63岁的理查德·怀特（Richard White）携带燃烧瓶、汽油打火机和一把弯刀进入新奥尔良路易斯阿姆斯特朗国际机场。他很快开始袭击旅客和运输安全管理人员，向他们喷洒一罐黄蜂杀手，然后拔出弯刀跑过金属探测器。杰佛逊堂区副警长在他用弯刀追杀TSA官员时射杀了怀特。

## 资金
2012财年，TSA的预算约为76亿美元。
| 预算               | 百万美元 | Share |
| ------------------ | -------- | ----- |
| 航空安全           | 5,254    | 70%   |
| 运输安全支持与情报 | 1,032    | 14%   |
| 联邦航空法警       | 966      | 13%   |
| 运输威胁评估与认证 | 165      | 2%    |
| 地面运输安全       | 135      | 2%    |
| 总计               | 7,552    | 100%  |

TSA部分预算出自每位乘客2.50美元的税款。奥巴马政府提议在2019年前将这一费用增加两倍，其中大部分增加将减少国债。
旅客在2012年和2013年在机场检查站落下了大约50万美元。TSA保留这笔资金用于安全运营。

## 筛查流程和法规

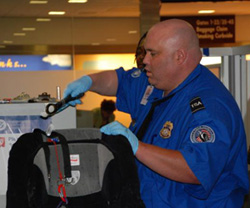
TSA人员筛查luggage

### 乘客与随身物品检查

#### 身份要求
TSA要求乘客在登机前于安检处出示有效身份证件。有效身份证件包括美国或外国政府颁发的护照，国家签发的有照片身份证，或军人身份证。没有身份证件的乘客如果可以通过其他方式验证其身份，也可以登机。
乘客姓名将与禁飞名单比较，这是一份约21,000名被禁止登机的恐怖分子嫌疑人名单。乘客名称还与更长的“selectees”名单进行比较，与名单上姓名相符的乘客在被允许登机前要接受更加彻底的检查。这些名单的有效性在名单存在错误、名单可能违宪、未能阻止Umar Farouk Abdulmutallab试图在登机时引爆内衣里的塑料炸药等基础上受到了广泛批评。
机场的安全检查站会对乘客进行筛查，以确保其没有携带违禁物品。违禁品包括各种尖锐物、许多体育用品（如棒球棒、曲棍球棒）、枪支或其他武器、各种工具、易燃液体（传统打火机除外）、许多形式的化学品和油漆等。此外，乘客不得携带超过100毫升的几乎任何液体或凝胶，物品必须被放置在一个透明的夾鏈袋中。这些液体限制是对2006年跨大西洋航機恐怖襲擊陰謀的应对。
根据TSA的数据，发现携带有枪支到飞机上的乘客人数近年来有所增加，从2009年的976人增加到2013年的1,813人。2010年，一位不愿透露姓名的消息人士告诉美国广播公司新闻称，卧底特工在一些主要机场有将近70%的可能顺利地携带武器。美国国内航班则可以合法的托运枪支。
在某些情况下，政府领导人、美国军事和执法官员被允许绕过安检。
在2011年10月开始试运营的一项计划中，TSA的预检计划允许美國航空、達美航空、聯合航空、阿拉斯加航空、夏威夷航空、維珍美國航空、西南航空、加拿大航空、捷藍航空和太阳城航空的飞行常客奖励计划选定会员、全球入境、NEXUS和SENTRI的成员，以及美军现役人员参加，以接受国内和选定国际行程的加急筛查。截至2015年8月年，该计划面向156个机场提供。在完成背景检查、进行指纹识别并支付85美元费用后，旅客将得到一个已知旅行者号码。该计划引发了对公平性和更长时间等待的反对意见。墨西哥國際航空、阿提哈德航空、Cape Air和Seaborne Airlines加入该计划后，航空公司会员总数达16个。在2015年12月15日，忠實航空也加入该计划。2016年6月21日，其宣布邊疆航空和精神航空将于2016年秋季起加入该计划。2016年8月31日，汉莎航空加入计划，邊疆航空也于同年9月29日加入。2017年1月26日，又有11家航空公司加入，同年5月25日再增加7家，使成员总数达到了37家公司。
2013年10月，TSA宣布其已开始在乘客抵达机场前于各种政府和私人数据库中搜索有关乘客的信息。TSA未透露涉及哪些数据库，不过TSA有权访问过去的旅行行程、财产记录、身体特征、执法和情报信息等。
2013年12月，TSA PreCheck正式开始运营。

#### 禁止大型打印机墨盒
在2010年10月的货机炸弹阴谋中，货机上的激光打印机货物中发现了装满炸药的墨粉盒，此后美国禁止乘客在航班上携带特定打印机墨盒。TSA表示将对所有客运航班禁止重量超过16盎司（453克）的碳粉和墨盒。禁令适用于随身行李和托运行李，并不影响碳粉盒较轻的普通旅客。

#### 2010年11月加强筛查程序
从2010年11月开始，TSA增加了新的增强筛查程序。乘客登机前必须选择以增强搜身或人體掃描安檢儀（backscatter X-ray或毫米波检测）的方式允许安检员更彻底地检查如腰带、腹股沟和大腿内侧等身体区域。TSA强调“增强”搜身的侵入性来鼓励旅客选择扫描仪。据说这些改变是为回应Umar Farouk Abdulmutallab爆炸阴谋存在的问题。

##### 搜身
新的拍打式搜身（Pat-downs）程序最初并未公开，“通常涉及到触碰臀部和生殖器”以及乳房。这些程序存在争议性，在2010年11月的民意调查中，50%受访者认为新的拍打式程序过于极端，另有48%的人认为其合理。一些公开的事件引起了公众对拍打式手法侵入性的抗议拍打式搜身由与乘客在筛查时出示的同一性别的工作人员执行。
美國公民自由聯盟等组织的对新筛查方法的合宪性表示关切。截至2011年4月，有至少六起指违反美國憲法第四修正案的訴訟。喬治華盛頓大學法學院教授Jeffrey Rosen支持这一观点，称“有一个强有力的论点认为，TSA的措施违反了憲法第四修正案，该修正案禁止无理搜查和缉获。”还有人担心这种拍打式搜查对性侵犯幸存者的影响。2014年1月，丹佛警方针对丹佛国际机场一名安检人员发起了一项性侵犯调查，乘客指控遭受到了等同性侵犯的搜查。

##### 全身扫描仪

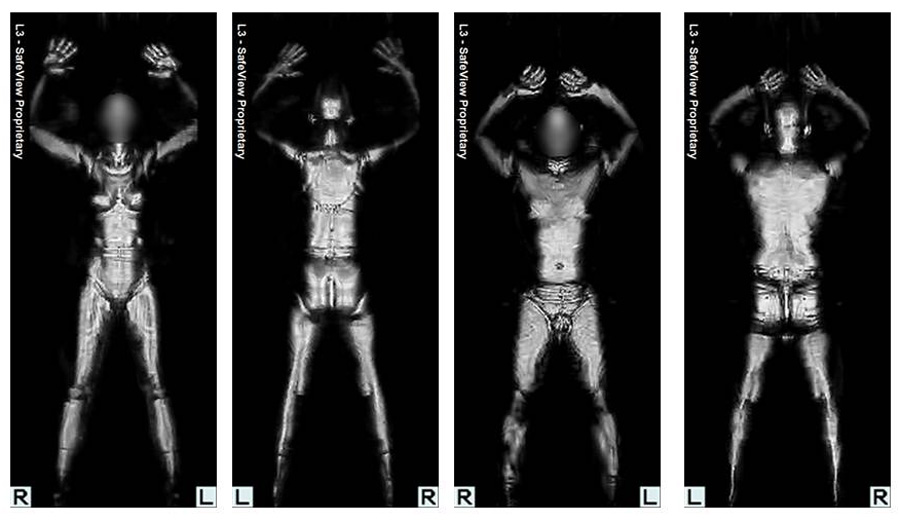
一台使用中的毫米波扫描仪的画面截图

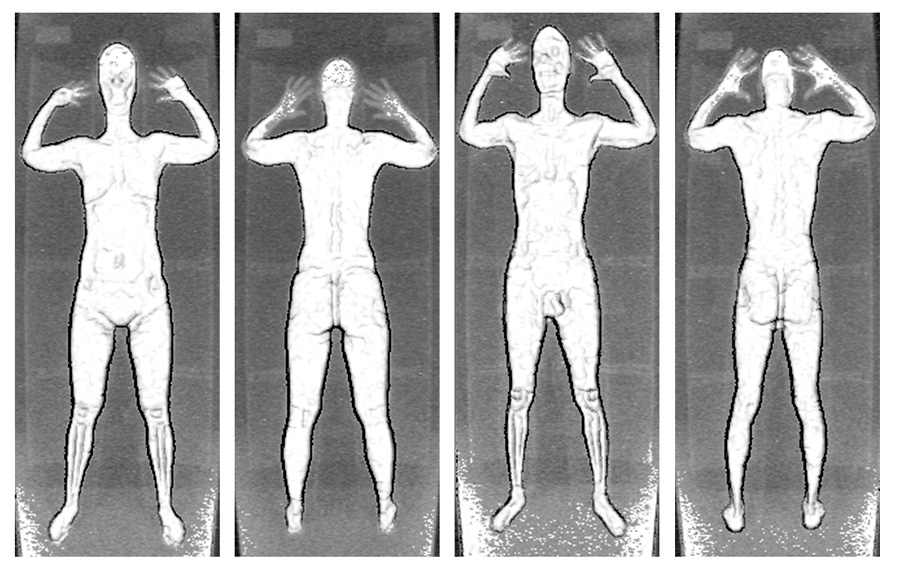
X射线后向散射技术产生类似于粉笔画的图像。

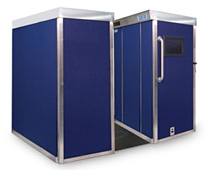
一个X-ray backscatter单元

2010年11月，TSA开始将后向散射X射线扫描仪和毫米波扫描仪设备部署到机场。TSA将这两项技术称为高级成像技术（简称AIT），批评家则有时称其为“裸体扫描仪”。
在创建正面与背面图像时，乘客会被指导将手放在头上几秒钟。如果操作员发现扫描仪发生异常或出现其他问题，乘客还必须接受拍打搜身检查。
由于隐私和健康问题，全身扫描仪也已被证明存在争议。
美國公民自由聯盟将扫描仪称为“虚拟裸检（virtual strip search）”。女性乘客抱怨称，她们经常被单独挑出来进行扫描，CBS在哥斯达黎加的分公司对TSA记录进行检查时发现“一些女性相信她们被选中进行额外筛检不存在任何随机性。”
TSA在其网站上表示，他们已凭借严格的图像匿名技术和措施来确保乘客的隐私，并指出技术上“不能存储、打印、传输或保存图像，并且在远程安全人员清除图像后，图像会自动从系统中删除”。但是，这一说法在发生多起图像泄露事件后被证明是并不真实。这些机器实际上有能力“保存”图像，并且TSA在展示时声称此功能已被TSA“关闭”，而TSA Air Marshalls和培训机构“开启”了保存功能。
早在2010年，TSA就开始测试能生成较不敏感的“火柴人”图案的扫描仪。2011年2月，TSA开始在阿姆斯特丹史基浦機場使用的毫米波机器上测试新软件，它可自动检测乘客的潜在威胁，而不需人员检查实际图像。所有乘客都使用一个通用图形，并会将小型的黄色框放置在需要额外屏蔽的身体区域。TSA于2013年宣布，Rapiscan's反向散射扫描仪将不再使用，因为机器制造商无法制作“隐私软件”来抽象化工作人员查看的裸体图像，以及将其转化为数字。TSA将继续使用其他全身扫描仪。
有关扫描技术对健康的健康也已被提出。
With regards to exposure to 辐射 emitted by backscatter X-rays, and there are fears that people will be exposed to a "dangerous level of radiation if they get backscattered too often"  A petition by both scientists and pilots argue that the screening machines are safe.Ionizing radiation is considered a non-threshold 致癌物質, but it is difficult to quantify the risk of low radiation exposures.Active millimeter wave scanners emit radiation which is non-ionizing, does not have enough energy to directly damage DNA, and is not known to be 基因毒性.

##### 反向筛查
2016年4月，TSA局长Peter V. Neffenger告诉参议院委员会，小型机场可以选择使用“反向筛查”——出发时登机的乘客不经过筛查，而在抵达目的地后再进行筛查。该程序可以节省航班数量有限的机场的成本。

##### 反应
2010年11月启动对所有航空公司乘客和机组人员的加强筛查程序后，US Airline Pilots Association issued a press release stating that pilots should not submit to full body scanners because of unknown radiation risks and calling for strict guidelines for pat-downs of pilots, including  evaluation of their fitness for duty after the pat-down, given the stressful nature of pat-downs.Two airline pilots filed suit against the procedures.
2011年3月，两名新罕布什尔州州代表 introduced proposed legislation that would criminalize as 性侵犯 invasive TSA pat-downs made without 相當理由.In May 2011, the Texas House of Representatives passed a bill that would make it illegal for Transportation Security Administration officials to touch a person's genitals when carrying out a patdown. The bill failed in the Senate after the Department of Justice threatened to make Texas a 禁飛區 if the legislation passed.In Congress, 美国众议院 by 榮·保羅 (R-Texas) introduced the American Traveler Dignity Act (H.R.6416).
2010年7月2日，Electronic Privacy Information Center（EPIC）向美国联邦法院提起诉讼，要求TSA停止使用全身扫描仪，理由是美國憲法第四修正案，and arguing that the TSA had failed to allow a public notice and rule making period.  In  July 2011, the D.C. Circuit court of appeals ruled that the TSA did violate the Administrative Procedure Act by failing to allowing a public notice and comment rule making period. The Court ordered the agency to "promptly" undertake a public notice and comment rule making. In July 2012, EPIC returned to court and asked the court to force enforcement; in August, the court granted the request to compel the TSA to explain its actions by the end of the month.The agency responded on August 30, saying that there was "“no basis whatsoever for (The DC Circuit Court's) assertion that TSA has delayed implementing this court’s mandate,” and said it was awaiting approval from the Department of Homeland Security before the hearings take place. The TSA also said that it was having "staffing issues" regarding the issue, but expects to begin hearings in February 2013.The comment period began on March 25, 2013and closed on June 25, 2013, with over 90% of the comments against the scanners.As of October, 2015, no report has been issued.
Two separate Internet campaigns promoted a “National Opt-Out Day,” the day before 感恩节, urging travelers to “opt out” of the scanner and insist on a pat-down.The enhanced pat-down procedures were also the genesis of the "Don't touch my junk meme".

#### 2017年3月电子设备限令
2017年3月21日，TSA宣布在10个机场禁止将大于智能手机的电子设备运到飞往美国的飞机上。该限令称据情报指出，恐怖组织正继续以商业航班为目标，积极寻求新方法发动袭击，各种消费品爆炸装置包括在内。

### 托运行李

#### 行李锁

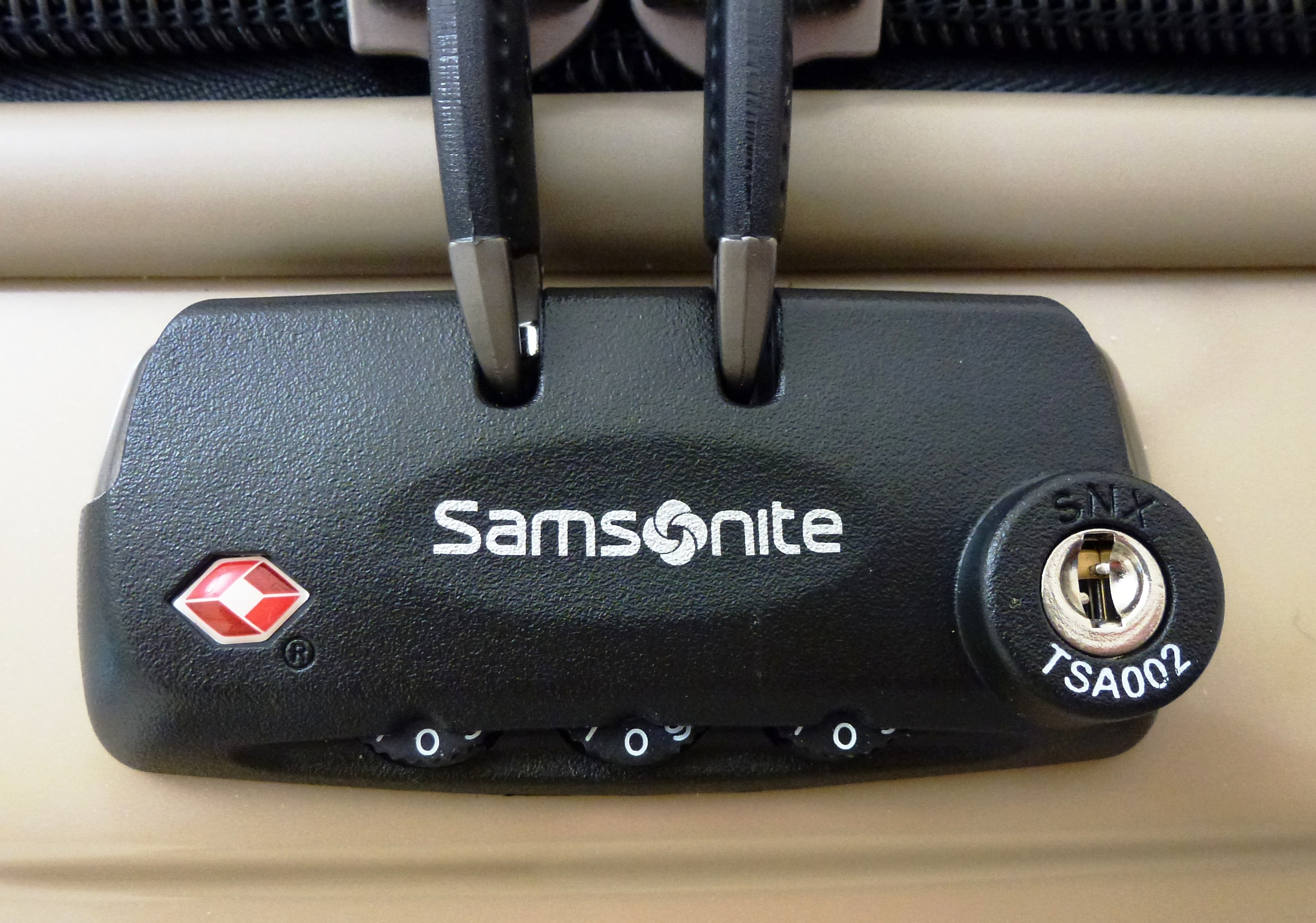
具备符号和一般钥匙解锁的TSA锁

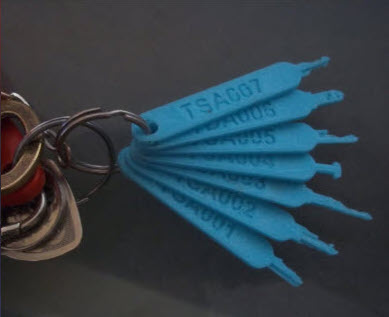
适用于Travel Sentry锁的3D打印主钥匙

为能检查乘客行李以进行安全检查，TSA将会剪断或以其他方式解除其无法开启的锁具。TSA授权两家公司（Travel Sentry和Safe Skies Locks）制造专用的挂锁、可锁带和内置锁具的行李箱，使TSA可以通过锁具制造商提供的工具与信息开锁和重新上锁。TSA工作人员有时会误将这些锁关闭而不是开锁，2011年，TSA收到了3500多起关于锁被变动的投诉。旅行记者兼《國家地理旅行者》编者Christopher Elliott称这些锁为对保护里面的物品“没什么用（useless）”，而SmarterTravel也在2010年初写道，评审员对其有效性表示怀疑，并注意到它们容易被打开。
2014年11月，华盛顿邮报在一篇有关TSA行李处理的文章中，无意间披露了全部7个TSA主钥匙的照片。照片后在原始文章中被删除，但仍出现在一些副本中。2015年8月22日，Twitter用户Luke Rudkowski（@Lukewearechange）发现了这张照片并将其发布在Twitter上，内容迅速在社交媒体上传播并引发新闻网站的关注。凭借这张照片，安全研究人员和公众可以用3D打印技术复制主钥匙的可用副本。该事件促使人们讨论了主钥匙机制的安全性。

#### 行李盗窃

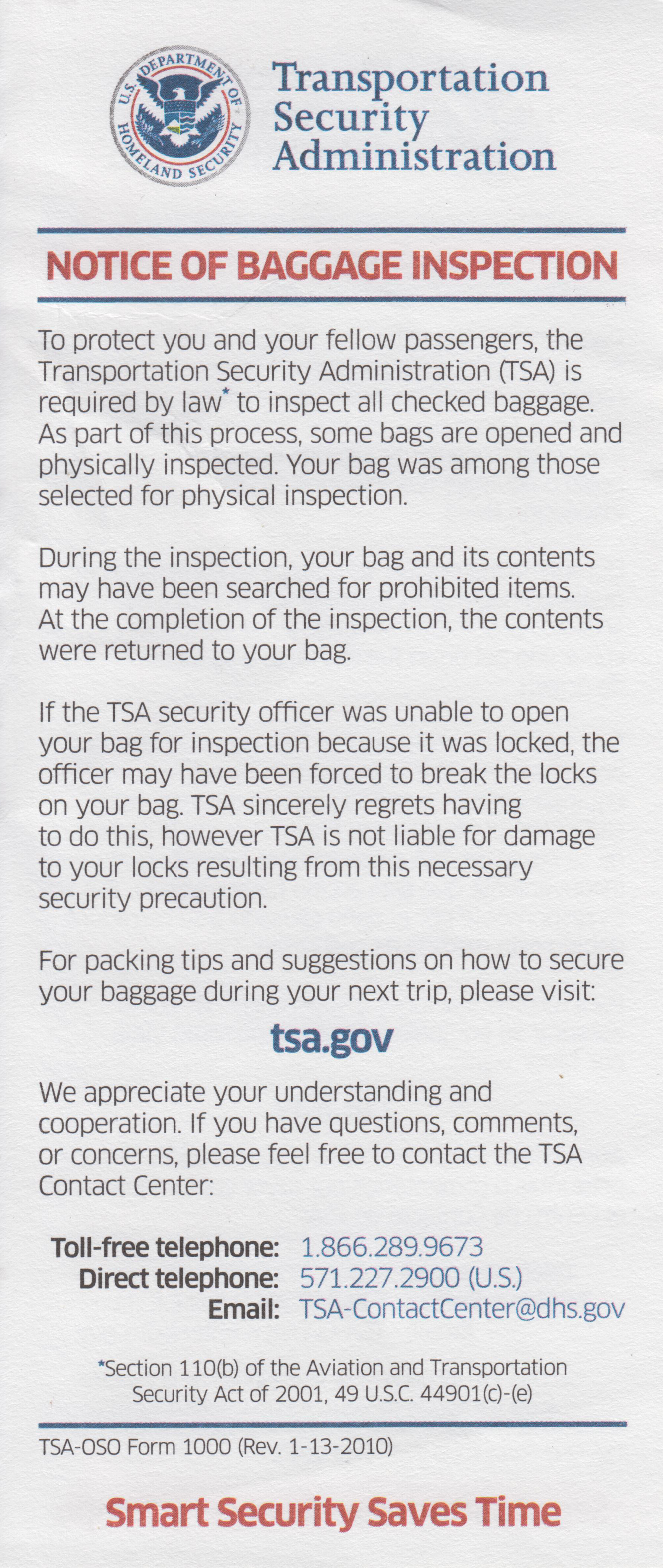
行李检查通知

TSA被批评其成立后增加了行李被盗率。已知的盗窃既包括贵重物品，又包括危险物品，诸如笔记本电脑、珠宝、枪支、刀具等。这种盗窃的发生引发了人们的担忧，即窃贼可能通过相同方式将炸弹送入飞机。
据报道，2004年有超过1万7000起行李被盗索赔。截至2004年，60名安检人员因涉行李被盗而被捕，2008年增长至200名。2009年共向TSA报告了11,700起盗窃和损害索赔，相比2004年的26,500起有所下降，这被归因于机场安装了摄像机和传送带。2010至2014年的五年期间，共发生了25,016起盗窃案件。
截至2011年，TSA总共雇佣约6万名筛查员（包括行李和旅客筛查），并自该机构于2001年11月成立以来，已有大约500名TSA员工因从旅客行李中偷窃而被开除或停职。2010至2014年报告盗窃案最多的机场为約翰·甘迺迪國際機場，随后为洛杉磯國際機場和奥兰多国际机场。
2008年，WTAE在匹兹堡的一份调查报告披露，尽管有超过400份的行李被窃报告，大约有半数是由TSA补偿旅客，而不涉及逮捕窃贼。因一项政策，TSA不会与当地警察部门共享行李失窃报告。
2012年9月，美国广播公司（ABC）新闻采访了前TSA员工Pythias Brown，他承认在该机构工作期间曾窃取价值超过80万美元的物品。Brown表示“窃取非常方便”，该机构内士气低落是导致员工从乘客物品中偷窃的原因。
TSA也因为没有对盗窃行为做出正确回应及向乘客补偿物品被盗而遭到了批评。例如在2011年至2012年间，哈茨菲尔德-杰克逊亚特兰大国际机场的乘客报告TSA遗失或损坏了达30万美元的财产，而该机构只赔偿了35,000美元。杰克逊维尔国际机场也出现了类似的统计——在15个月内乘客共报告了价值22,000美元的货物遗失或损坏。而TSA只赔偿了800美元。

## 筛查效果
TSA调查办公室和美國國土安全部督察办公室经常进行秘密行动以测试机场筛查流程的有效性。
A report by the  Department of Homeland Security Office of Inspector General found that TSA officials had collaborated with Covenant Aviation Security (CAS) at 舊金山國際機場 to alert screeners to undercover tests.From August 2003 until May 2004, precise descriptions of the undercover personnel were provided to the screeners. The handing out of descriptions was then stopped, but until January 2005 screeners were still alerted whenever undercover operations were being undertaken.When no wrongdoing on the part of CAS was found, the contract was extended for four years. Some CAS and TSA workers received disciplinary action, but none were fired.
A report on undercover operations conducted in October 2006 at 紐華克自由國際機場 was leaked to the press. The screeners had failed 20 of 22 undercover security tests, missing numerous guns and bombs. The 美國政府問責署 had previously pointed to repeated covert test failures by TSA personnel.Revealing the results of covert tests is against TSA policy, and the agency responded by initiating an internal probe to discover the source of the leak.
In July 2007, the Times Union of 奥尔巴尼 reported that TSA screeners at Albany International Airport failed multiple covert security tests conducted by the TSA. Among them was a failure to detect a fake bomb.
In December 2010, ABC News Houston reported in an article about a man who accidentally took a forgotten gun through airport security, that "the failure rate approaches 70 percent at some major airports".
In June 2011 TSA fired 36 screeners at the Honolulu airport for regularly allowing bags through without being inspected.
In May 2012, a report from the Department of Homeland Security Office of Inspector General stated that the TSA "does not have a complete understanding" of breaches at the nation's airports, with some hubs doing very little to fix or report security breaches. These findings will be presented to Congress.
A 2015 investigation by the Homeland Security Inspector General revealed that undercover investigators were able to smuggle banned items through checkpoints in 95% of their attempts.
Rep. 達雷爾·伊薩, chairman of the House Oversight and Government Reform Committee, and Rep. 約翰·米卡, chairman of the House Transportation and Infrastructure Committee, have had several joint hearings concerning the cost and benefits of the various safety programs including full body scanners, the Transportation Worker Identification Credential (TWIC), and the behavior detection program, among others.
Some measures employed by the TSA have been accused of being ineffective and fostering a false sense of safety.This led security expert 布魯斯·施奈爾 to coin the term security theater to describe those measures.

### 2002年筛查增强的意外后果
一组康奈尔大学研究人员的两项研究发现，严格的机场安检带来了增加道路死亡人数的意外后果，因为潜在的航空旅行者决定开车，并且面临着死于车祸的更大风险。2005年，研究人员考察了2001年9月11日袭击事件发生后的情况，发现乘客出行方式的改变导致每月增加242例驾驶死亡。他们估计，总共有大约1200名驾驶者的死亡可以归因于袭击的短期影响。该研究将旅行者行为的变化归结为两个因素：对恐怖袭击的恐惧和希望避免严格安全措施带来的不便；没有试图分别估计这两个因素的影响。
2007年，研究人员研究了美国运输安全局在2002年底制定的安全做法的变化的具体影响。他们得出结论，这一变化使航空旅行者的数量减少了6%，并估计因此在2002年第四季度，又有129人死于车祸。《纽约时报》撰稿人納特·西爾弗对这一死亡比率进行了推断，认为这相当于 "每年有四架满载的波音737飞机坠毁。"2007年的研究报告还指出，严格的机场安检对航空业造成了伤害；2002年第四季度乘客人数下降6%，估计使该行业损失了11亿美元的业务。

## 数据安全事件

### 雇员记录丢失或被窃
TSA总部于2007年丢失或失窃了一块含有大约10万名员工的社会安全号码、银行资料和薪资信息的未加密电脑硬盘。Kip Hawley警示TSA员工此次丢失事件并为此道歉。该机构要求联邦调查局进行调查。此后未出现这些数据被滥用的报道。

### 非安全网站
2007年，安全研究员Christopher Soghoian的博客称TSA网站在以不安全的方式收集乘客私人信息，使乘客易受到身份盗窃损害。此网站允许旅客对其被列入No Fly List发起异议。新闻发布数天天，TSA修复了该网站问题。美国众议院监督与政府改革委员会调查此事并表示，该网站已运行了四个多月，已有超过247人提交个人信息。该报告还称，签发该网站创办合同的TSA主管与得到该合同的公司所有者是高中好友，并且是该公司的前雇员。其中指出：
 Desyne 和旅行者赔偿网站的技术负责人都没有因为他们在部署不安全的网站方面的作用而受到 TSA 的制裁。TSA 继续向 Desyne 支付费用，以托管和维护两个主要的网络信息系统。TSA 没有采取任何措施来惩戒技术负责人，他仍然在 TSA 担任高级项目管理职务。
2009年12月，TSA内的某人在FedBizOpps网站上的一个不起眼位置发布了一本名为“筛查管理SOP”的敏感手册。该手册很快被删除，但该泄露引发了对安全措施是否受到损害的质疑。五名TSA雇员因该手册的发布受到行政休假，以及虽然敏感部分受到了删减，精通计算机用户能成功恢复其中的信息。

## 真实身份与空中旅行
美国国会于2005年通过了真实身份证件法（REAL ID Act），对国家颁发的驾驶执照和身份证制定了最低安全标准，并禁止如TSA这样的联邦机构接受出自不符合这些标准的州官方用途执照和身份证。

### 强制施行日期
自2018年1月22日开始，出自不符合REAL ID法案且未被美国国土安全部授予延期的州颁发的驾驶执照或州身份证件不得用于美国境内飞行。
自2020年10月1日开始，每位旅客都须持符合REAL ID标准的执照、州身份证件或其他可接受身份证件才能在美国境内飞行。

### 当前接受的身份证件
- 驾驶执照、增强型驾驶执照，或其他由机动车辆部门（英语：Department of Motor Vehicles）（或同等机构）签发的符合真实身份法案（REAL ID）要求的有照片身份证
- 美国护照
- 美国护照卡
- DHS可信赖旅行卡（全球入境、芳邻卡、SENTRI（英语：Secure Electronic Network for Travelers Rapid Inspection）、FAST（英语：Free and Secure Trade））
- 美军身份卡（英语：United States Uniformed Services Privilege and Identification Card）（现役或退役军人及其家属，以及美国国防部平民）
- 美国永久居民证
- 过境卡（英语：Border Crossing Card）
- 国土安全部指定的增强型驾驶执照
- 航空公司或机场签发的证件（根据TSA批准的安全计划签发）
- 联邦认可的部落签发的有照片身份证
- HSPD-12 PIV卡
- 外国政府签发的护照
- 加拿大省级驾驶执照，或印第安和北美事务卡
- 运输工人身份证明（英语：Transportation Worker Identification Credential）（TWIC）
- 美国商船水手证（英语：Merchant Mariner Credential）
- 美国公民及移民服务局就业授权卡（I-766）[182]

## 其他批评

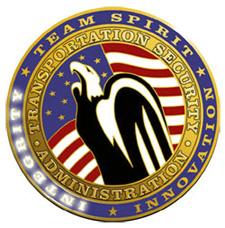
徽章

对该机构的普遍批评也包括TSA员工在岗位上睡着，绕过安全检查，没有良好运用判断力和常识等断言。
TSA工作人员还曾被指控对乘客进行虐待、性骚扰，有意侵犯隐私或偷窃财物等。
在调查确认员工未妥善筛查托运行李中的爆炸物后，TSA解雇了28名特工，并暂停了其他15名特工的工作。
还有指责指TSA在与机场安全无关的事件上花费资金、在招聘中浪费金钱以及存在利益衝突。
TSA也被指控在2009年美國總統就職典禮观看区表现不佳，有数千持票人因过度拥挤而未能进场，而那些在检查站前抵达的人则完全避开了筛查。
2013年，数十名TSA工作人员因在匹兹堡国际机场非法赌博而被解雇或停职，以及8名TSA工作人员因涉嫌在达拉斯/沃思堡国际机场偷窃停车证而被捕。
2013年，GAO报告显示，2010年至2012年间，TSA员工的不当行为增加了26%，从2,691件增加到3,408件。另一份GAO报告称，没有证据表明年度预算为数亿美元的观察技术筛选乘客（SPOT）行为检测方案是有效的。
国土安全部监察长办公室在2013年的一份报告指控，TSA正在用刑事调查人员从事低薪雇员的工作，每年浪费数百万美元。
2013年12月3日，美国众议院通过了运输安全采购改革法案以回应对TSA的采购过程浪费、昂贵和无效的批评。如果该法案成为法律，TSA就需要制定全面的技术采购计划，并向国会定期报告成功和失败情况，以遵守该计划。国土安全部监察长办公室的一份报告指出，TSA于2012年5月31日在其仓库中储存了17,000件物品，估计花费为1.857亿美元。审计员发现，“TSA存储不可用或过时的设备，保持不合适的安全库存水平，并且没有开发系统部署设备的库存管理流程。”
2014年1月，奥黑尔国际机场前TSA筛查员Jason Edward Harrington称，负责审查航空公司提供的乘客身体扫描图像的同事经常对乘客的体重、吸引力和隐私部位的大小开玩笑。据他所说，安检人员会通过代码短语“Hotel Papa”来提醒出现有吸引力的女性乘客，这样工作人员就有机会在身体扫描仪显示器上查看乘客的裸体外形，并通过在检查站对其拖延来对粗鲁旅客进行报复。运输安全管理局局长John Pistole回应说，所有扫描仪都已更换，并且检查室被禁用。他并没有否认哈灵顿所描述的情况。
2016年5月，女演员蘇珊·莎蘭登声称，在布什政府的整个时期，她“每次来到这个国家都受到骚扰”。她聘请了两位律师联系TSA来确定她为什么被针对，不过她认为这是源自她批评了布什政府。她还说，在她的律师第二次与TSA交涉后，骚扰得到了停止。

## 公众意见
CBS于2010年11月15日公布的一次共1137人参与的电话调查显示，81%的受访者认可TSA使用全身扫描。于2010年11月22日发布的由Langer Associates进行的一次ABC/华盛顿邮报民意调查中说，64%的美国人赞成全身X射线扫描仪，但有50%的人认为“增强”效果太过分，37%感受强烈。此外，该民意调查显示，每年飞行少于一次的人反对率最低。Zogby International后来进行的一次民意调查发现，61%的投票者反对TSA的新举措。2012年由频繁商务旅行（Frequent Business Traveler）组织进行的一项民意调查发现，56%的常飞旅客对TSA所做的工作“不满意”。有57%的人认为TSA“做得不好”，34%的人认为“合理”。仅有1%受访者认为该机构的工作非常出色。

## 呼吁废除
包括参议员兰德·保罗、众议员約翰·米卡、卡托研究所、Downsize DC Foundation,、FreedomWorks，以及福布斯、福斯新聞頻道、國家評論、今日美國、Vox、The Washington Examiner和华盛顿邮报等评论专栏作家在内的众多团体和人士呼吁废除现有的TSA。
TSA的批评者常评价该机构为“无效的，侵入性的，无能的，以及不可原谅的成本”作为赞成废除的理由。呼吁废除者称，由合格私营公司提供的筛查有效性和成本提升符合联邦指导方针。